# Birgit Sarrap
Birgit Sarrap, születési nevén Birgit Õigemeel, művésznevén Birgit (Kohila, 1988. szeptember 24. –) észt énekesnő, az első Eesti otsib superstaari győztese. Ő képviselte Észtországot a 2013-as Eurovíziós Dalfesztiválon Malmőben, az Et uus saaks alguse című dallal. Birgit az észt közszolgálati tévé által szervezett Eesti Laul nevet viselő nemzeti döntő győzteseként érte a megtiszteltetés, hogy képviselheti hazáját a dalversenyen. Korábban, 2008-ban, és 2011-ben nem sikerült győznie, de harmadjára ő nyerte meg a válogatóversenyt.

## Magánélet
Menedzsere egyben a férje is: Indrek Sarrap. Első gyermekük 2013 októberében született. Jelenleg Tallinnban élnek.

## Diszkográfia

### Albumok
- Birgit Õigemeel (megjelenés: 2008. január 25.)
- Ilus aeg (megjelenés: 2008. november 11.)
- Teineteisel pool (megjelenés: 2009. november 19.)

### Kislemezek
- Kas tead, mida tähendab...
- 365 Days (2008, Eurolaul 2008 résztvevő)
- Homme (2008)
- Ise (2008)
- Last Christmas (2008)
- Talve võlumaa (2008)
- Moonduja (2009)
- See öö (2009)
- Põgenen (Koit Toome közreműködésében) (2010)
- Iialgi (a Violina közreműködésében) (2010)
- Eestimaa suvi (2010)
- Parem on ees (2011)
- You're not alone (a Violina közreműködésében) (2011, Eesti Laul 2011 résztvevő)
- Et uus saaks alguse (2012, Eesti Laul 2013 győztes)

## Fordítás
- Ez a szócikk részben vagy egészben  a   Birgit Õigemeel című angol Wikipédia-szócikk fordításán alapul.  Az eredeti cikk szerkesztőit annak laptörténete sorolja fel. Ez a jelzés csupán a megfogalmazás eredetét és a szerzői jogokat jelzi, nem szolgál a cikkben szereplő információk forrásmegjelöléseként.